# Adler Diplomat
Adler Diplomat является крупным автомобилем с кузовом «Лимузин» (седан) и шестицилиндровым двигателем, сконструированным на Франкфуртском заводе компании Adler. Он был представлен в марте 1934 года как прямая замена модели Standard 6. Diplomat также заменил модель Adler Standard 8, поскольку производство большого автомобиля с восьмицилиндровым двигателем компании Adler было прекращено в 1934 году без прямой замены.
Было принято решение отказаться от названия «Standard», поскольку оно несло в себе не подходящий смысл, как на немецком, так и на английском языках, который, по мнению компании, все больше не соответствовал прогрессу автомобильных технологий и растущему оптимизму эпохи, возникшему в результате экономического роста как на немецком автомобильном рынке, так и в экономике в целом, после отступившего краха 1929 года.

## Кузова
Первоначально, в 1934 году, Diplomat перенял кузов от предыдущей модели Adler Standard 6. СамStandard 6 получил полностью новый кузов в последний год своего производства, который можно было отличить от старого, только при внимательном рассмотрении. Diplomat первого года выпуска был с обновленными «фартуками» на крыльях. Шасси, которое было отличительной чертой Standard 6 1933 года, имело подвесную конструкцию, в результате чего оси выступали непосредственно над основными элементами шасси: это позволяло иметь более низкий центр тяжести и более приземистый кузов. Оси устанавливались непосредственно под шасси, что сделало предыдущий Standard 6 неактуальным в начале 1930-х годов.
Четырехдверный стальной кузов «Лимузин» (седан) был изготовлен Ambi-Badd, крупнейшим специализированным производителем стальных кузовов страны, из Шпандау районе Берлина. Предлагалась и более длинная колесная база — шестиместный «Pullman-Limousine», кузов которого, вероятно, тоже был от Ambi-Budd. Предлагались также дополнительно два автомобиля с кузовом кабриолет.
В 1935 году Diplomat получил новый кузов, который теперь отличался выпуклой (более обтекаемой) передней решеткой и более красивыми крыльями над колесами. У лимузина с шестью местами все еще была относительно вертикальная задняя часть, когда как у других моделей была гораздо более обтекаемая часть, в сравнении с Diplomat 1934 года. К 1938 году Diplomat с кузовом «Лимузин» и «Кабриолет» также можно было купить с кузовами от Karmann из Оснабрюка: которые сильно напоминали по стилю и характеру автомобили с кузовом от Ambi-Budd. Рестайлинг 1935 года добавил автомобилю более длинные свесы, особенно сзади, что увеличило длину автомобиля на 150 мм (5,9 дюйма). Однако колёсная база 3200 мм (130 дюймов) и 3350 мм (132 дюйма) соответственно для четырехместных и шестиместных автомобилей не изменилась

## Двигатель
Двигатель Diplomat представлял собой рядный шестицилиндровый двигатель объемом 2916 см³, максимальная выходная мощность которого составляла 60 л. с. (44 кВт). Такие показатели также применимы к двигателю, установленному на первой версии Standard 6. Однако агрегат, используемый в Diplomat, имел немного более высокую степень сжатия, а максимальная мощность была достигнута при 3000 об / мин, а не при 3300 об / мин. Передаточные числа также были немного изменены. Что касается архитектуры двигателя, то в Diplomat было установлено семь подшипников распределительного вала вместо четырех, которые использовались в Standard 6.
Автомобили с новым кузовом 1935 года сохранили двигатели, установленные на моделях 1934 года. Однако в 1937 году, двигатель был значительно переработан, у него появилась головка блока цилиндров из легкого металла, не много увеличилась степень сжатия и заявленная максимальная мощностью до 65 л. с. (48 кВт).

## Продажи
В 1934 году был представлен самый дешевый из Diplomat, четырехдверный «лимузин» (седан) стоил 6750 марок . Самый доступный Мерседес-Бенц 290 (W18) с кузовом «лимузин» (седан) и с сопоставимыми размерами, в 1931 году стоил 7950 марок. Разница в цене между ними указывала на конкурентоспособность Adler Diplomat. Объем продаж в 3205 автомобилей за четыре года свидетельствует о том, что Adler Diplomat удерживал свое место на рынке, не смотря на то, что Mercedes-Benz 290 (W18), по всей видимости, был самым продаваемым автомобилем с шестицилиндровым двигателем в Германии. В то время общий объем продаж которого за сопоставимый период превысил 8000 единиц.
Adler Diplomat прекратили продавать в 1939 году, хотя записи показывают, что несколько автомобилей были проданы в 1939 и 1940 годах, предположительно для использования в военных целях или на экспорт.